# Kotomi Takahata
Kotomi Takahata (Japans: 高畑 琴美, Takahata Kotomi) (Hamamatsu, 17 november 1989) is een tennisspeelster uit Japan. Takahata begon met tennis toen zij twaalf jaar oud was. Zij speelt linkshandig en heeft een tweehandige backhand.

## Loopbaan

### Enkelspel
Takahata debuteerde in 2007 op het ITF-toernooi van Kyoto (Japan). Zij stond in 2009 voor het eerst in een finale, op het ITF-toernooi van Hyogo (Japan) – hier veroverde zij haar eerste titel, door landgenote Kazusa Ito te verslaan. Tot op heden(september 2016) is dit haar enige ITF-enkelspeltitel.
In 2015 kwalificeerde Takahata zich voor het eerst voor een WTA-hoofdtoernooi, op het toernooi van Taipei.

### Dubbelspel
Takahata behaalde in het dubbelspel betere resultaten dan in het enkelspel. Zij debuteerde in 2007 op het ITF-toernooi van Kyoto (Japan), samen met landgenote Ayaka Maekawa. Zij stond in 2009 voor het eerst in een finale, weer op het ITF-toernooi van Kyoto, samen met landgenote Yuka Higashi – hier veroverde zij haar eerste titel, door het Japanse duo Kazusa Ito en Yuka Mori te verslaan. In de periode 2009–2014 won Takahata alle (zestien) ITF-finales waartoe zij doordrong. Tot op heden(september 2016) won zij 21 ITF-titels, de meest recente in 2016 in Tokio (Japan).
In 2011 speelde Takahata voor het eerst op een WTA-hoofdtoernooi, op het toernooi van Osaka, samen met landgenote Shuko Aoyama. Zij stond in 2015 voor het eerst in een WTA-finale, op het toernooi van Taipei, samen met landgenote Kanae Hisami – hier veroverde zij haar eerste titel, door het koppel Marina Melnikova en Elise Mertens te verslaan. In 2016 won zij haar tweede WTA-toernooi, in Dalian, met de Taiwanese Lee Ya-hsuan aan haar zijde.
Haar hoogste notering op de WTA-ranglijst is de 117e plaats, die zij bereikte in september 2016.

## Posities op deWTA-ranglijst
Positie per einde seizoen:
| jaartal | ranking enkelspel | ranking dubbelspel |
| ------- | ----------------- | ------------------ |
| 2010    | 570               | 328                |
| 2011    | 992               | 436                |
| 2013    | 962               | 1011               |
| 2014    | 663               | 303                |
| 2015    | 806               | 183                |

## Palmares
| Legenda                 |
| ----------------------- |
| Grandslamtoernooi       |
| Olympische Spelen       |
| Year-End Championships  |
| Premier Mandatory       |
| Premier Five / WTA 1000 |
| Premier / WTA 500       |
| International / WTA 250 |
| Challenger / WTA 125    |

### WTA-finaleplaatsen enkelspel
geen

### WTA-finaleplaatsen vrouwendubbelspel
| nr.              | finale     | toernooi   | ondergrond | partner      | tegenstandsters                      | score    |         |
| ---------------- | ---------- | ---------- | ---------- | ------------ | ------------------------------------ | -------- | ------- |
| gewonnen finales |            |            |            |              |                                      |          |         |
| 1.               | 2015-11-22 | WTA Taipei | tapijt (i) | Kanae Hisami | Marina Melnikova Elise Mertens       | 6-1, 6-2 | details |
| 2.               | 2016-09-11 | WTA Dalian | hardcourt  | Lee Ya-hsuan | Nicha Lertpitaksinchai Jessy Rompies | 6-2, 6-1 | details |
| verloren finales |            |            |            |              |                                      |          |         |
| geen             |            |            |            |              |                                      |          |         |